# Hukkle
Hukkle è un film del 2002 diretto da György Pálfi.